# اکسید گیت

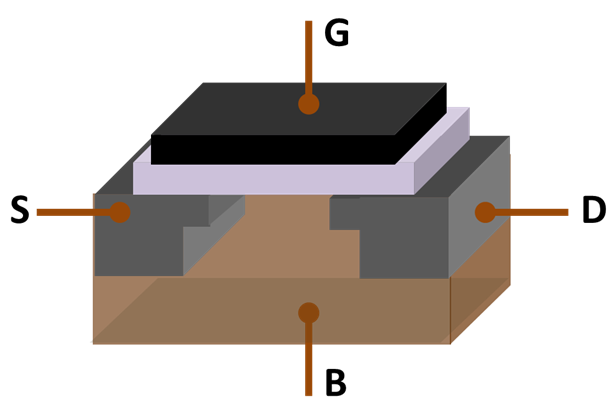
اکسید گیت یک لایه دی‌الکتریک است که پایه گیت یک ماسفت (ترانزیستور اثر میدان فلز-اکسید-نیم‌رسانا) را از پایه‌های سورس و درین زیرین و همچنین کانال رسانا که هنگام روشن بودن ترانزیستور سورس و درین را متصل می‌کند، جدا می‌کند.

اکسید گیت یک لایه دی‌الکتریک است که پایه گیت یک ماسفت (ترانزیستور اثر میدان فلز-اکسید-نیم‌رسانا) را از پایه‌های سورس و درین زیرین و همچنین کانال رسانا که هنگام روشن بودن ترانزیستور سورس و درین را متصل می‌کند، جدا می‌کند. اکسید گیت با اکسایش حرارتی سیلیسیمِ کانال تشکیل می‌شود و یک لایهٔ عایق نازک (۵–۲۰۰ نانومتر) از سیلیسیم دی‌اکسید تشکیل می‌دهد. لایه عایق دی‌اکسید سیلیکون از طریق فرایند اکسایش خود محدودکننده شکل می‌گیرد، که توسط مدل مدل دیل-گروو توضیح داده شده‌است. مواد رسانای گیت پس از این روی اکسید گیت قرار می‌گیرد تا ترانزیستور تشکیل شود. اکسید گیت به عنوان لایه دی‌الکتریک عمل می‌کند به گونه‌ای که این گیت می‌تواند به اندازهٔ ۱ تا ۵ مگاولت بر سانتی‌متر میدان الکتریکی عرضی را به منظور تعدیل شدید هدایت کانال، تحمل کند.
خصوصیات الکتریکی اکسید گیت برای تشکیل ناحیه کانال رسانا در زیر گیت بسیار مهم است. در قطعات از نوع اِن‌ماس، ناحیه زیر اکسید گیت یک لایه وارون باریک از نوع اِن و بر روی سطح زیرلایه نیم‌رسانای نوع پی است. ناشی از میدان الکتریکی اکسید از ولتاژ گیت اعمال شده VG است. این به وارونگی کانال معروف است. این کانال رسانا است که به الکترون‌ها اجازه می‌دهد تا از سورس به درین جریان پیدا کنند.

## تاریخ
اولین ماسفت (ترانزیستور اثر میدانی فلز- اکسید نیم‌رسانا، یا ترانزیستور ماس) توسط مهندس مصری محمد عطاالله و مهندس کره‌ای داوون کانگ در آزمایشگاه‌های بل در سال ۱۹۵۹ اختراع شد. در سال ۱۹۶۰، عطاالله و کانگ اولین ماسفت را با ضخامت اکسید گیت ۱۰۰ نانومتر به همراه طول گیت ۲۰ میکرومتر ساختند. در سال ۱۹۸۷، بیژن داوری یک تیم تحقیقاتی آی‌بی‌ام را هدایت کرد که با استفاده از فناوری گیت-تنگستن، اولین ماسفت را با ضخامت اکسید گیت ۱۰ نانومتر نشان داد.